# Abstractie
Abstractie is het inductieve proces van het weglaten van alle niet-essentiële informatie en secundaire aspecten en vervolgens generaliseren om zo de meer fundamentele structuren zichtbaar te maken. Zo wordt een verkorte samenvatting van een wetenschappelijk werk soms ook een abstract genoemd. Wie beschikt over voldoende abstractievermogen kan goed in grote lijnen denken. Abstractie komt van het Latijnse abstráhere (weglaten). Dit proces waarbij niet de direct waarneembare, maar onderliggende eigenschappen worden beschouwd, is een van de kenmerken van de moderne mens en speelde al een rol toen ontdekt werd dat twee appels en twee peren een overeenkomst hebben, namelijk hun aantal.

## Kunst
Abstracte kunst of non-figuratieve kunst is een stroming in de beeldende kunst die vooral gebaseerd is op de kunst van het weglaten.
Bij abstraheren wordt vooral een basisstructuur, een gevoel of een idee in een kunstwerk vertolkt waarbij de waarneembare werkelijkheid nog wel te herkennen is. Abstraheren staat hiermee tussen de figuratieve kunst en de abstracte kunst in. Een voorbeeld van een kunststroming waarvan de kunstenaars abstraherend te werk gingen, is het kubisme.

## Wiskunde

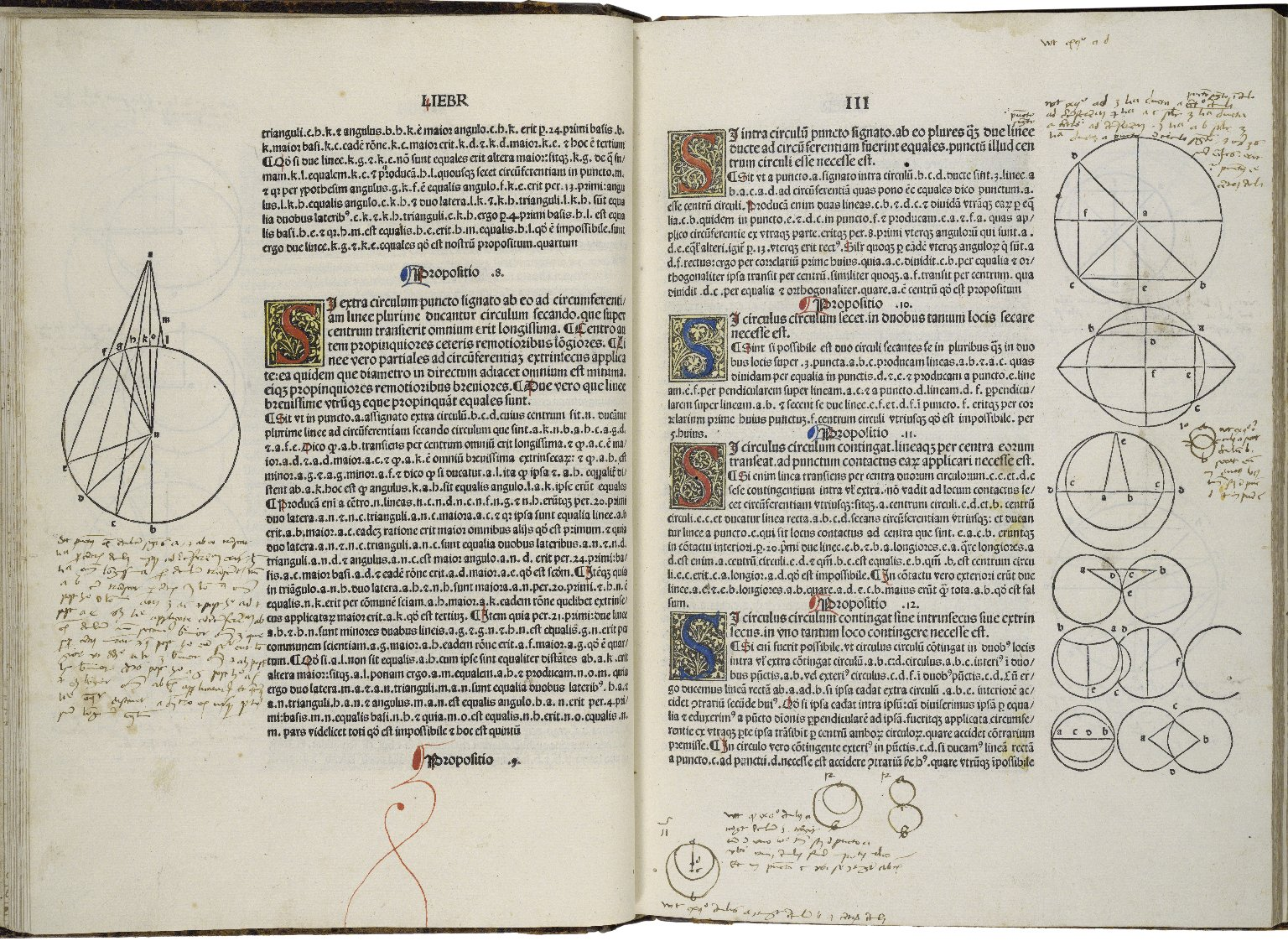
Met de Elementen van Euclides deed abstractie zijn intrede in de meetkunde. Deze axiomatische methode en bewijsmethode betekenden een belangrijke stap

Indische, Babylonische en Egyptische wiskunde waren vooral gericht op praktische zaken. Meetkundige formules waren dan ook veelal empirische formules gebaseerd op metingen waarbij wiskundig bewijs ontbrak. De Griekse wiskunde zette de stap met dit bewijs gebaseerd op abstracties met axioma's en deductie. Dit culmineerde in de Elementen van Euclides, wel het meest succesvolle handboek ooit genoemd en een van de invloedrijkste werken in de geschiedenis van de wiskunde.

## Informatica
In de informatica wordt veelvuldig gebruikgemaakt van abstractie, bijvoorbeeld bij objectgeoriënteerd programmeren of een gelaagde structuur bij communicatie over een netwerk.

## Natuurkunde
Bij de natuurkundige beschrijving van de baan van een planeet wordt de planeet (een natuurkundig lichaam) als een puntmassa behandeld waarbij, behalve de massa van de planeet, alle andere eigenschappen van dit natuurkundig lichaam buiten beschouwing worden gelaten (worden geabstraheerd).